# Eliza Outtrim
Eliza Outtrim, née le 18 juillet 1985 à New Haven est une skieuse acrobatique américaine spécialiste des bosses.

## Palmarès

### Jeux olympiques
| Édition/Discipline | bosses |
| JO 2014 à Sotchi   | 6e     |

### Championnats du monde
- Meilleur résultat : 5e aux bosses en 2011 à Deer Valley.

### Coupe du monde
- Meilleur classement général : 12e en 2013.
- Meilleur classement aux bosses : 4e en 2013.
- 6 podiums dont 1 victoire.

#### Détails des victoires
| Édition / Épreuve | Bosses        |
| 2010              | Sierra Nevada |